# Svecism
Svecism eller sveticism kallas det när ett svenskt ord eller uttryck används eller direktöversätts till ett annat språk. Termen används både om sådana ord som blivit allmänt accepterade i det översatta språket och (ofta nedsättande) om när folk spontanöverför ord, särskilt i de fall då det överförda ordet inte passar in i det normala språkmönstret i det språk som det har överförts till och det kanske redan finns ett etablerat inhemskt uttryck med samma betydelse på det språket. 
Ett språk som historiskt har varit mycket utsatt för svecismer är finskan, men numera är det däremot vanligare att det är finskan som påverkar finlandssvenskan genom fennicismer. Båda språken påverkas också mycket av engelskan genom exempelvis anglicismer. Det förekommer även i det norska språket.
Exempel på svecismer inom engelskan är orden ombudsman och smorgasbord. 

## Exempel på vanliga (internationella) svecismer
(Stavningen kan variera något för olika språk.)
- Fartlek
- Köttbullar
- Lek (fortplantningsbeteende)
- Lingon (engelska lingonberry)
- Moped
- Ombudsman
- Smörgåsbord (lånat till bland annat engelskan, oftast stavat ”smorgasbord”, se Smörgåsbord)
- Tungsten (för volfram)
- Gravlax